# Long Grove (Illinois)
Long Grove is een plaats (village) in de Amerikaanse staat Illinois, en valt bestuurlijk gezien onder Lake County.

## Demografie
Bij de volkstelling in 2000 werd het aantal inwoners vastgesteld op 6735. In 2006 is het aantal inwoners door het United States Census Bureau geschat op 8058, een stijging van 1323 (19,6%).

## Geografie
Volgens het United States Census Bureau beslaat de plaats een oppervlakte van 32,2 km², waarvan 31,8 km² land en 0,4 km² water.

## Plaatsen in de nabije omgeving
De onderstaande figuur toont nabijgelegen plaatsen in een straal van 8 km rond Long Grove.